# Schuschny Henrik
Schuschny Henrik (Prága, 1857. augusztus 24. – Budapest, 1929. október 1.) orvos, egészségügyi főtanácsos, az Országos Társadalombiztosító Intézet osztályvezető orvosa.

## Életpályája
Schuschny Dávid kereskedő és Stosseles Róza fiaként született csehországi zsidó családban. A középiskolát szülővárosában kezdte, azonban tizenkét évesen szüleivel Budapestre költözött, így a Pesti Evangélikus Főgimnáziumban folytatta megkezdett tanulmányait. 1876-ban felvételt nyert a Budapesti Tudományegyetem Orvostudományi Karára. Időközben a Tudomány- és Műegyetemi Olvasókör könyvtárnoka lett. Több előadást tartott és szerkesztette az 1878-ban alapított Tanszabadság című ifjúsági lapot. 1881-ben pályadíjat nyert és az egyetemi közegészségtani intézetben gyakornokká nevezték ki. 1882 elején orvosdoktorrá avatták és mint alorvos a Pesti Izraelita Hitközség Kórházában töltött négy évet. 1887-ben kinevezték iskolaorvossá és az egészségtan tanárává a budapesti V. kerületi Magyar Királyi Állami Főreáliskolához, ahol haláláig dolgozott.
Az Országos Közegészség Egyesület 1895. októberi ülésen megalakították az Iskolaorvosok és Egészségügyi Tanárok Egyesületét, melynek Tauffer Jenő mellett másik alelnökévé választották. Később a Közegészségügyi Egyesület főtitkáraként Gerlóczy Zsigmond társaságában ő szerkesztette az egyesület hivatalos lapját, az Egészség című ismert és népszerű folyóiratot, s megválasztották az – időközben nevet váltott – Iskolaorvosok és Egészségtantanárok Szakbizottságának elnökévé. 1898-ban rész vett a Madridi Nemzetközi Egészségügyi Kongresszuson. 1903-tól a Budapesti Orvosi Ujság segédszerkesztője, illetve a lap mellékleteként megjelenő Közegészségügyi és Törvényszéki Orvostudományi Szemle társszerkesztője volt. 1904-ben a Nürnbergben tartott nemzetközi iskola-egészségügyi kongresszuson osztályelnökként vett részt, majd az 1907-ben Pozsonyban megtartott első iskolaorvosi és egészségtan-tanári értekezletnek szintén elnöke volt.
1912-ben iskolaorvosi és egészségtantanári működésének huszonötödik évfordulója alkalmából barátai és tisztelői, orvosok, egyetemi és középiskolai tanárok egy emlékkönyv szerkesztésével és kiadásával tisztelegtek előtte. Ugyanebben az évben az Országos Közegészségi Egyesület Közgyűlése a Trefort-oklevéllel tüntette ki. 1922. január 12-én az egészségügyi szolgálat terén sok éven át kifejtett eredményes és buzgó tevékenysége elismeréséül a magyar királyi egészségügyi tanácsosi címet adományozták számára. Orvospedagógiai munkássága elismeréséül 1926-ban, iskolaorvosi működésének negyedik évtizedében a Magyar Pedagógiai Társaság rendes tagjainak sorába választotta. 1929 szeptemberében egészségügyi főtanácsosi címet kapott. Tagja volt az Országos Tanszermúzeum állandó bizottságának és a Magyar Goethe Társaságnak. Nagyobb tanulmányban ismertette Toldy Ferenc orvosirodalmi működését a Beöthy Zsolt születésének hatvanadik évfordulójára megjelent emlékkönyvben.
Pár nappal halála előtt a Siesta Szanatóriumban kikeresztelkedett a római katolikus vallásra. Halálát agyvérzés okozta.
A Fiumei úti sírkertben temették el a főváros által adományozott díszsírhelyen.

## Családja
Felesége Rácz (1909-ig Rosenbaum Gizella) Mária (1868–1926) volt, Rosenbaum Adolf nagykereskedő és Schönfeld Johanna lánya, akivel 1885. november 3-án kötött házasságot. 1891. április 6-án a királyi törvényszék 26652. számú jogerőre emelkedett ítéletével a házasságot felbontották.
Gyermekei:
- Schuschny Erna (1887–1941) festőművésznő. Férje Hermann Sándor (1877–1957) ügyvéd.
- Schuschny Aurél (1888–1957) orvos. Első felesége Schönenfeld Emília (1893–1954). Második házastársa Vidacs Marianna.

## Művei
- Az orvostan története és az egyetemek, Budapest, 1878. (Különnyomat a Tanszabadságból)
- A reformatio és korának befolyása az orvostan fejlődésére. Budapest, 1880. (A tudományos és műegyetemi olvasókör által rendezett vitatkozások előadóinak jutalmazott jelentése II.)
- A csecsemő ápolása. Orvosi tanácsok. Budapest, 1886
- Néhány szó a középiskolai orvosi és egészségtan-tanári intézményről. Budapest, 1888. (Különnyomat a budapesti V. ker. állami főreáliskola Értesítőjéből)
- Az iskolai egészségügy mai állása. Budapest, 1889. (Különnyomat a Tanáregylet Közlönyéből)
- Az ifjúsági játékok és az iskola. Budapest, 1893. (Különnyomat a Jó Egészségből.)
- Zur ungarischen Schularztfrage. Hamburg, 1893
- Középiskolai tanulók idegessége. (Budapest, 1894, németül: Jena, 1895)
- A torna és a tanulók szellemi elfáradása. Budapest, 1897. (Különnyomat a Tornaügyből)
- Az iskolaorvosi intézmény nálunk és a külföldön. Budapest, 1898. (Különnyomat az Ifjúság és Egészségből)
- A székesfővárosi iskolák tantermeinek világossága. Budapest, 1899. (Különnyomat a Természettudományi Közlönyből)
- Ideges leánygymnazisták. Budapest, 1899. (Különnyomat az Ifjúság és Egészségből)
- Kisebb tanulók szellemi elfáradása. Budapest, 1900. (Különnyomat az Iskola és Egészségből)
- Az iskolaszobák és azok világossága. Budapest székesfőváros községi iskoláiban végzett vizsgálatai nyomán. Budapest, 1899
- Egészségtan. A felsőbb leányiskolák IV. osztálya számára. Budapest, 1902. (2. javított kiadás. A felsőbb leányiskolák és polgári leányiskolák IV. oszt. számára. 1903., 3. javított kiadás. 1905., 4. kiadás 1907., 6. kiadás. Budapest, 1912)
- A középiskola reformja. Budapest, 1906. (Huszadik Század Könyvtára 12.)
- Az utazás egészségtana. Az Egészség Könyvtára XIV. kötet. Budapest, 1913
- Iskola és egészség. Az Egészség Könyvtára XVI–XVII. kötet. Budapest, 1913
- Az ifjúságnak a nemi betegségekről. Budapest, 1921
- A házasság és nemi betegség. Budapest, 1922
- Mit kell a fiatal lánynak tudnia?. Előszót írta: Gerlóczy Zsigmond. Budapest, 1925

## Emlékezete
- Iskolaorvosi és egészségtanári működésének huszonötödik évfordulója megünneplésére barátai és tisztelői Emlékkönyvet adtak ki.
- A Fodor József Iskolaegészségügyi Társaság és a Magyar Pedagógiai Társaság 1969. október 24-én közös rendezvényen emlékezett meg róla.[10]